# Josef Losch
Josef Losch (* 26. Oktober 1900 in Rottendorf, Gemeinde Schmidgaden; † 29. Januar 1945 in der Strafanstalt Plötzensee, Berlin) war ein deutscher römisch-katholischer Geistlicher und Opfer der NS-Kriegsjustiz.

## Leben und Tätigkeit
Josef Losch entschied sich früh für die geistliche Laufbahn. 1925 wurde er in Regensburg zum Priester geweiht. In den folgenden Jahren wirkte er als Seelsorger in Gleißenberg, Kelheim, Dingolfing und Neusorg.
Nach dem Machtantritt der Nationalsozialisten wurde Losch am 30. September 1933 nach Etzgersrieth versetzt. Zum 1. April 1938 wechselte er als Pfarrer nach Miesbrunn. Aufgrund seiner katholischen Weltanschauung nahm er mit den Jahren eine immer stärker werdende, ablehnende Haltung gegenüber dem nationalsozialistischen Herrschaftssystem ein. Wiederholter kritische Äußerungen, die sich aus dieser Haltung ergaben, führten dazu, dass er seit Ende der 1930er Jahre verstärkt ins Visier der polizeilichen Überwachungsorgane des NS-Staates geriet.
Im Zuge der von den Nationalsozialisten in der letzten Kriegsphase eingeleiteten Intensivierung der Repressions- und Terrormaßnahmen gegen alle verbliebenen Opponenten und Dissidenten des Regimes wurde am Morgen des 16. Januar 1944 eine polizeiliche Hausdurchsuchung in Loschs Pfarrhaus in Miesbrunn durchgeführt. Bei dieser Gelegenheit wurden Briefe, die Losch an an der Front stehende Freunde geschrieben hatte, aufgefunden, in denen er sich in ablehnender Weise über Adolf Hitler und seine Regierung sowie den Krieg, den er als ein „Werk“ des Diktators bezeichnete und von dem er prophezeite, dass es „bald zu Ende“ sein werde. Auch erklärte er, dass eine derartige „religionsfeindliches System“ „nie wieder“ an die Regierung kommen dürfe.
Da sich aus seinen Äußerungen eine politische Belastung im Sinne des NS-Staates ergab, wurde er noch am 16. Januar 1944 in Gewahrsam genommen. Im November 1944 wurde er vor dem Volksgerichtshof in Berlin unter dem Vorwurf, Wehrkraftzersetzung begangen zu haben, angeklagt. Am 24. November befand das Gericht ihn für schuldig und verurteilte ihn zum Tode. Seine Hinrichtung mit dem Fallbeil folgte am 29. Januar 1945 um 14.00 Uhr in der Strafanstalt Berlin-Plötzensee.

## Postume Ehrungen
Postum wurde Josef Losch 2009 durch die Verleihung der Ehrenbürgerschaft von Pleystein (Miesbrunn) geehrt. Zudem erinnert eine Erinnerungstafel in seiner ehemaligen Kirche in Etzgersrieth an sein Leben.